# نادي نوفيلدا
نادي نوفيلدا لكرة القدم (بالإسبانية: Novelda Club de Fútbol)‏ نادي كرة قدم إسباني يلعب في دوري الدرجة الثالثة الإسباني. تم تأسيس النادي في عام 1925.

## روابط خارجية
- Novelda CF